# Gyula (miasto)
Gyula (rum. Jula, niem. Julau, serb. Ðula) – miasto w południowo-wschodnich Węgrzech, w komitacie Békés, na Wielkiej Nizinie Węgierskiej, nad rzeką Biały Keresz, w pobliżu granicy z Rumunią. Liczy 31 928 mieszkańców (I 2011 r.).

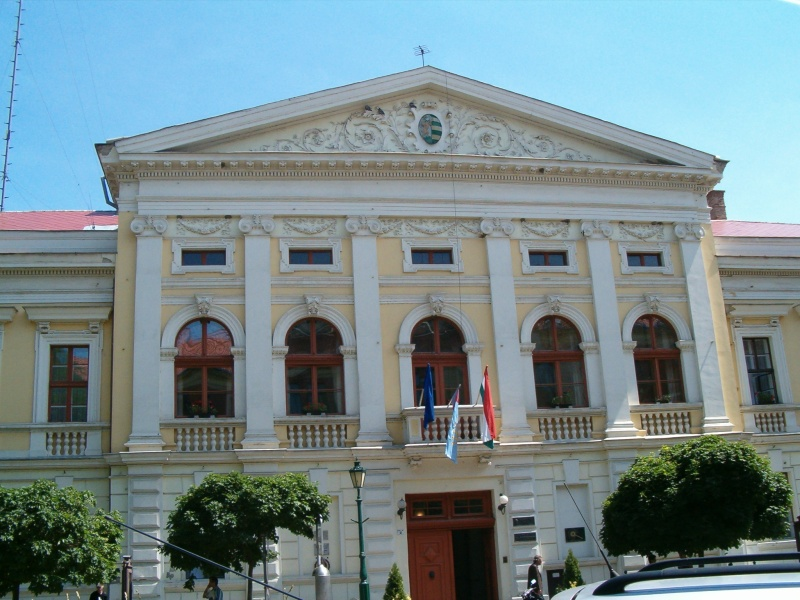
Ratusz
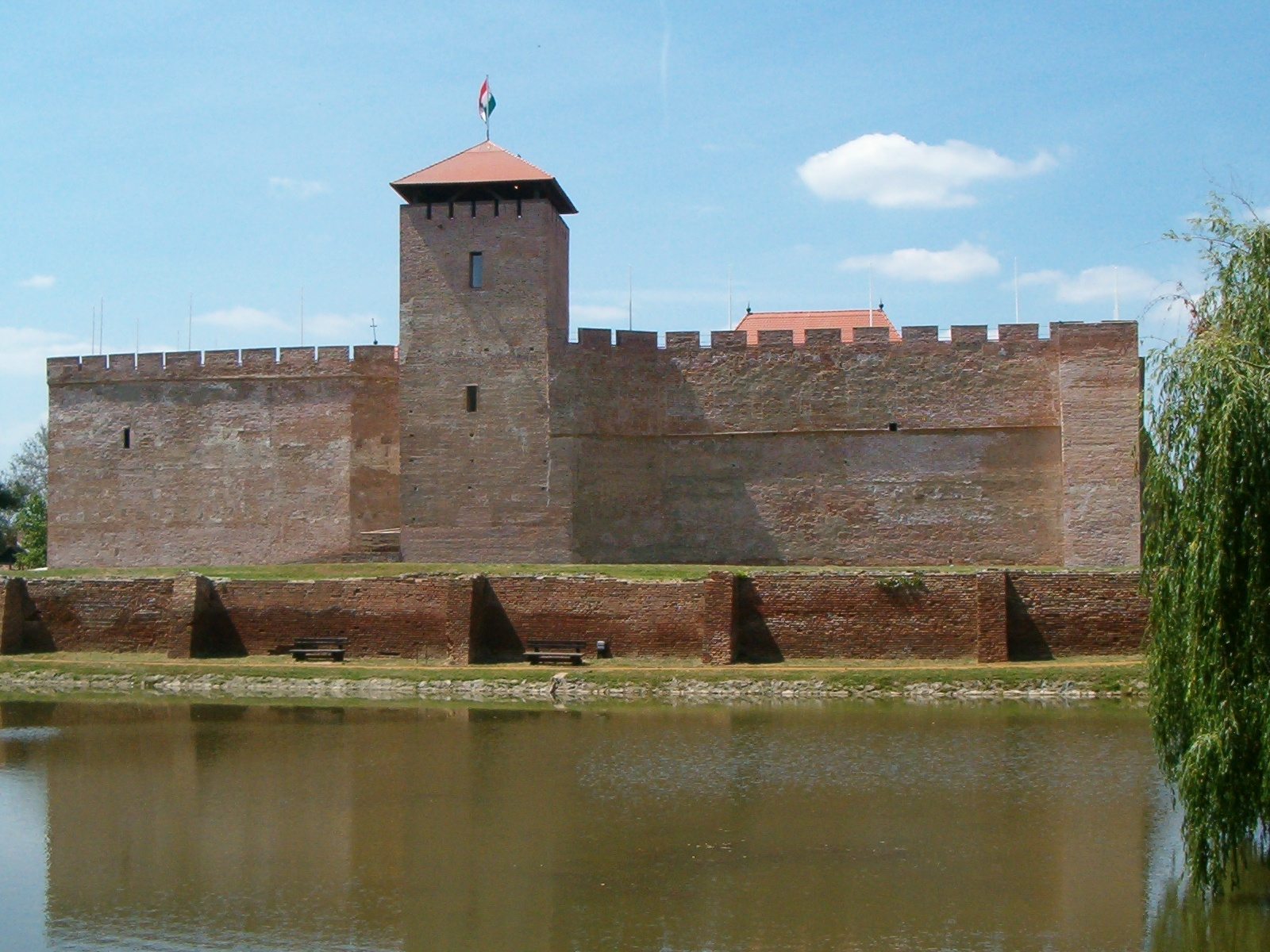
Zamek
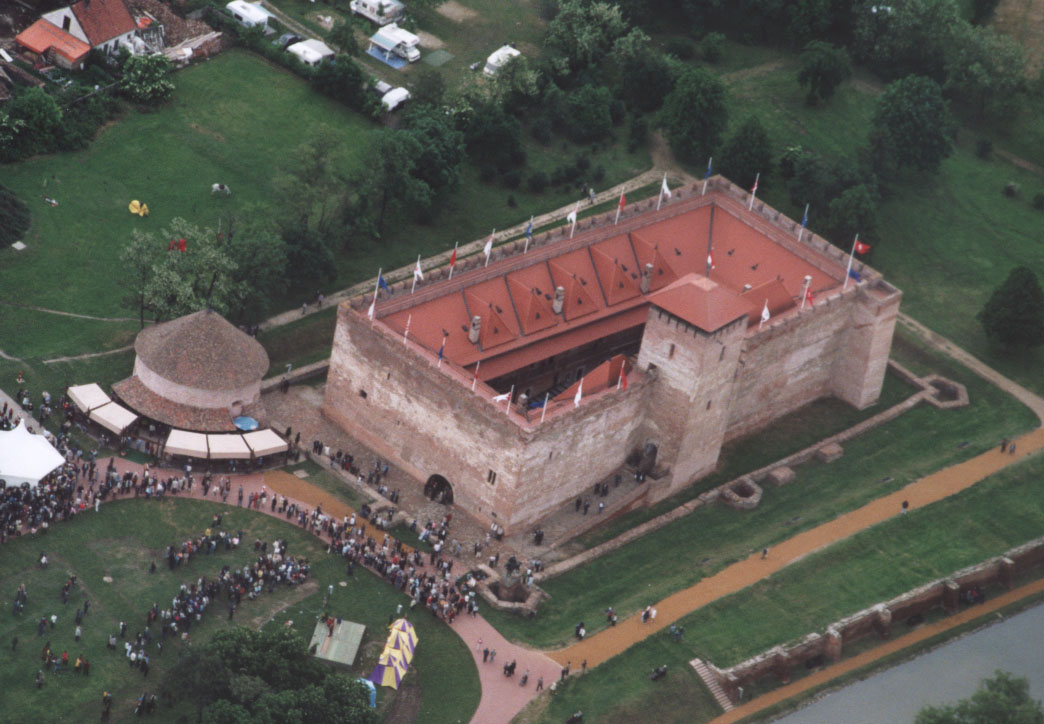
Zamek z lotu ptaka

## Miasta partnerskie
- Budrio, Włochy
- Bielce, Mołdawia
- Arad, Rumunia
- Ditzingen, Niemcy
- Droitwich, Wielka Brytania
- Krumpendorf, Austria
- Miercurea-Ciuc, Rumunia
- Schenkenfelden, Austria
- Zalău, Rumunia
- Wągrowiec, Polska

## Ludzie związani z Gyulą
- Róbert Barna (1974–2013) – węgierski mistrz w kulturystyce
- Zoltán Lajos Bay (1900–1992) – węgierski fizyk
- Albrecht Dürer (1471–1528) – niemiecki malarz, grafik, rysownik i teoretyk sztuki